# Ferdinand Friederich
W. O. Ferdinand Friederich (* 19. März 1798 in Wernigerode; † 15. November 1873 in Gnadau) war ein deutscher evangelischer Pfarrer und Autor.

## Leben
Er wurde auf Schloss Wernigerode geboren und besuchte von 1810 bis 1813 das Lyzeum. Anschließend ging er auf das Pädagogium nach Ilfeld. Danach studierte er an den Universitäten Göttingen und Berlin Theologie. Als Domkandidat unternahm er eine Bildungsreise nach Holland, Ungarn und Siebenbürgen. Nach seiner Rückkehr wurde er Hauslehrer in Berlin, bevor er vom gräflich-stolbergischen Konsistorium Wernigerode eine Anstellung als evangelischer Pfarrer in Ilsenburg (Harz) erhielt. Einige Jahre später wechselte er 1835 als Pfarrer an die Johanniskirche in Wernigerode. Mit Erreichen eines fortgeschrittenen Alters wurde er emeritiert. In seinen letzten Lebensjahren zog er nach Gnadau, wo er 1873 starb.

## Werke (Auswahl)
- Vertraute Briefe über die äussere Lage der evangel. Kirche in Ungarn, Leipzig 1825.
- Zum Dienstjubiläum der Förster Bläske und Brandes, Wernigerode 1833.
- Glückauf von der Berg- und Hüttenknappschaft zur silbernen Hochzeitfeier der regierenden Herrschaft, [Wernigerode] 1835.
- Predigten über die sonn- und festtäglichen Episteln, Halberstadt 1833. (Digitalisat aus dem Archiv der ULB Halle)
- Zur dritten Stiftungsfeier des wissenschaftlichen Vereins, [Wernigerode] 1843.
- Symbolik der Mosaischen Stiftshütte. Eine Vertheidigung Dr. Luthers gegen Dr. Bähr, Leipzig 1841.[1]
- Predigt am Charfreitage 1847 nach dem grossen Brandunglück zu Wernigerode gehalten, Wernigerode 1847.
- Bericht über das der Stadt Wernigerode 1847 wiederfahrene Brandunglück und die ihr dabei zugewandte Hülfe, erstattet von dem Unterstützungsverein, Wernigerode 1848.
- Der Gang nach der Himmelpforte: Eine Erzählung für Kinder und Kinderfreunde. Wernigerode 1851. (Digitalisat aus dem Archiv der ULB Halle | | Digitalisat auf gutenberg.org).
- Was wird aus dem Gustav-Adolphsvereine? Wernigerode 1852.
- Regentenspiegel, Halle 1859.

## Ehrungen
Der Wissenschaftliche Verein zu Wernigerode ernannte Ferdinand Friederich zum Ehrenmitglied.